# Pseudostenophylax incisus
Pseudostenophylax incisus – gatunek owada z rzędu chruścików i rodziny bagiennikowatych (Limnephilidae).
Gatunek palearktyczny, nie występuje na Półwyspie Iberyjskim i Apenińskim, larwy zasiedlają jeziora i roślinność rzek. Limnefil.
W Europie Północnej licznie występujący w zbiornikach okresowych, imagines rzadko spotykane nad jeziorami.